# فانوس‌ماهی سرسیاه
فانوس‌ماهی سرسیاه (نام علمی: Lampichthys procerus) نام یک گونه از تیره فانوس‌ماهی است.